# Jüdischer Friedhof (Steinheim)
Der Jüdische Friedhof liegt an der Detmolder Straße in der Stadt Steinheim im Kreis Höxter in Nordrhein-Westfalen. Das Gelände am Ortsausgang wurde auch als „Judenberg“ bezeichnet. Der Friedhof umfasst eine Fläche von 2550 m². Am 30. März 1989 wurde er in die Denkmalliste der Gemeinde Steinheim eingetragen.

## Geschichte
Jüdisches Leben in Steinheim gab es bereits vor dem Jahr 1600. Zur Synagogengemeinde Steinheim gehörten 1855 neben der Stadt Steinheim auch die Dörfer Ottenhausen, Vinsebeck, Bergheim, Sandebeck und Sommersell, später auch die Juden aus den lippischen Dörfern Wöbbel und Belle. Die erste urkundliche Erwähnung des Friedhofs stammt aus dem Jahr 1606, die letzte Bestattung fand am 3. August 1979 für die Holocaust-Überlebende Sophie Weil statt. Er gilt damit als der älteste durchgehend belegte jüdische Friedhof Westfalens. Der älteste noch erhaltene Grabstein stammt aus dem Jahr 1843 und wurde für den Synagogenlehrer Abraham Weil aufgestellt.
Im Judentum werden die Gräber nicht nach einer gewissen Zeit eingeebnet, was häufiger zu Platzmangel führt. Um dem Problem zu begegnen, wurde in Steinheim 1853 die rechte Seite des Friedhofs abgesenkt und mit dem Aushub die linke Seite überdeckt, um so Raum für eine weitere Gräberreihe über den bestehenden Gräbern zu schaffen.
In der Zeit des Nationalsozialismus wurde der Friedhof mehrfach (unter anderem 1940) verwüstet und von der gegenüberliegenden Landmaschinenfabrik als Lagerplatz missbraucht. Heute sind noch 169 Grabsteine erhalten. Im November 2021 dokumentierte das Steinheim-Institut 140 Gräber, um sie in seine Grabinschriften-Dokumentation aufzunehmen.